# 宮崎兄弟の生家
宮崎兄弟の生家（みやざききょうだいのせいか）は、熊本県荒尾市にある史跡。熊本県指定史跡。宮崎滔天、宮崎八郎、宮崎民蔵、宮崎彌蔵ら宮崎兄弟と「中国革命の父」孫文との交流を主題とする施設。敷地内には荒尾市宮崎兄弟資料館（あらおしみやざききょうだいしりょうかん）がある。

## 歴史

### 宮崎家の沿革
宮崎家の初代である弥次兵衛正之は、正保4年（1647年）に肥前国佐賀郡佐賀から肥後国玉名郡荒尾村に移り住んだとされる。（詳細は後述）

### 宮崎兄弟の時代
宮崎家の宮崎滔天ら宮崎兄弟は孫文の革命を支援していた。孫文は1895年（明治28年）広州で起こした初の挙兵に失敗し、米英を経由して来日した1897年（明治30年）に、官憲の目を逃れるため滔天の招きで宮崎家に10日から2週間程滞在したことがあり、辛亥革命後の1913年（大正2年）には革命支援の謝意を伝えに宮崎家を訪れている。再訪の際、孫文は「宮崎寅蔵（滔天）君並びに其亡彌蔵君とは、予は深き親交あり、そして、両君は我国のために大いに尽力せられたる人にして、両君と予のごとき交誼を日華両国民が維持するを得ば、千万年の後までも両国家の提携融和を図るを得べし、又、両国将来の発展と幸福とを表示すべしと信ず。正義人道を重んじ、隣国の為にまでも尽力せらるる宮崎君のごとき義士を出せる荒尾村に対し、また、同村民に対して予は深く感謝するものなり、ここに謹んで平岡町長その他諸君に対して敬意を表す」と、その思いを表明した。
宮崎家には、孫文が滞在中に滔天と交わした筆談の書が残り、庭には、孫文が親しんだ梅の古木や、滔天が中国革命の糸口を求めて訪問したシャム（現在のタイ王国）から持ち帰った菩提樹などが植えられている。
宮崎兄弟の父・長蔵は窮民救済に私財を投じることを厭わず、近隣火災の後始末を背負い込むなどして晩年には経済的には困窮していたが、長男・八郎を西南戦争で亡くしたことから「官の飯は食うな」と家族に厳命していたため、兄弟はいずれも官職にはつかなかった。長蔵の跡を継いだ民蔵も、自らが継承した先祖伝来の土地は兄弟にすべて均等に分け与え、兄弟はそれらの土地をさらに切り売りして各々の社会活動や孫文ら革命家の支援に充てていた。そのため暮らしぶりは困窮し、民蔵の死後には借金が残り、宮崎家は競売にかけられた。

### 宮崎兄弟の死後

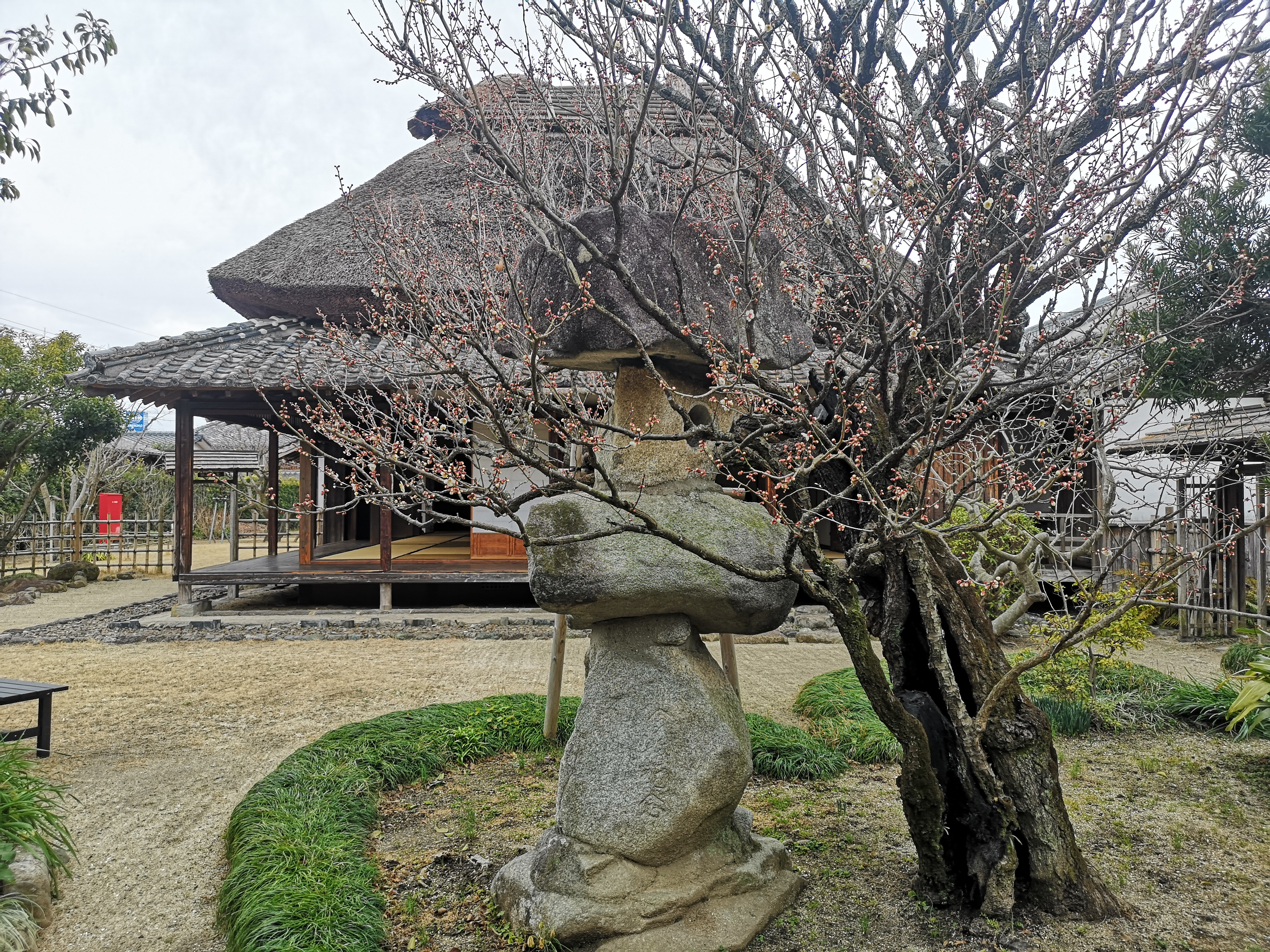
宮崎兄弟の生家と庭「友情の梅」

1928年（昭和3年）8月、宮崎民蔵が死去すると、1931年（昭和6年）に三井三池炭鉱に勤めていた川口甚平が宮崎家を購入して所有者となった。
1965年（昭和40年）、荒尾市指定文化財（史跡）に指定された。さらに1973年（昭和48年）8月27日には、熊本県指定文化財（史跡）に指定された。この際の所有者は川口重春であり、川口家・荒尾市・熊本県の3者で宮崎兄弟の生家を保存した。
1992年（平成4年）、荒尾市が川口家から宮崎家を購入して、宮崎兄弟の生家の復元整備と資料館建設を開始。1993年（平成5年）6月、荒尾市と中国などアジア諸国との交流を象徴する施設として、宮崎兄弟の生家と荒尾市宮崎兄弟資料館が開館した。川口家が所有していた時代に増築された部分を除去して復原し、新たに宮崎兄弟資料館を建設している。これらは荒尾市制50周年記念事業の一環で行われた。
1995年（平成7年）度、第8回くまもと景観賞の景観奨励賞を「荒尾市宮崎兄弟の生家施設」として受賞し、1996年（平成8年）には県民投票による「新くまもと百景」のひとつに選定された。
2011年（平成23年）には辛亥革命100周年を機に中国からの訪問者が増加し、中国中央電視台（CCTV）や香港メディア等による取材や海外報道もされ、中国福岡総領事による視察（6月）、香港中華総商会ほか香港財界訪日団による視察（7月）、日中青少年書画展望日団による視察見学（7月）など、宮崎兄弟の生家と資料館は、孫文の足跡をたどって訪れる中国人に、宮崎兄弟と孫文との厚い友情を強く印象付け、日中友好の懸け橋の場となっていっている。2013年（平成25年）には中国駐日大使も訪問し、「継往開来（先人の事業を受け継ぎ未来を切り開くの意）」と色紙に書き残している。
2015年（平成27年）、生家の保存のため、茅葺屋根の総葺き替え工事を行った。

## 展示

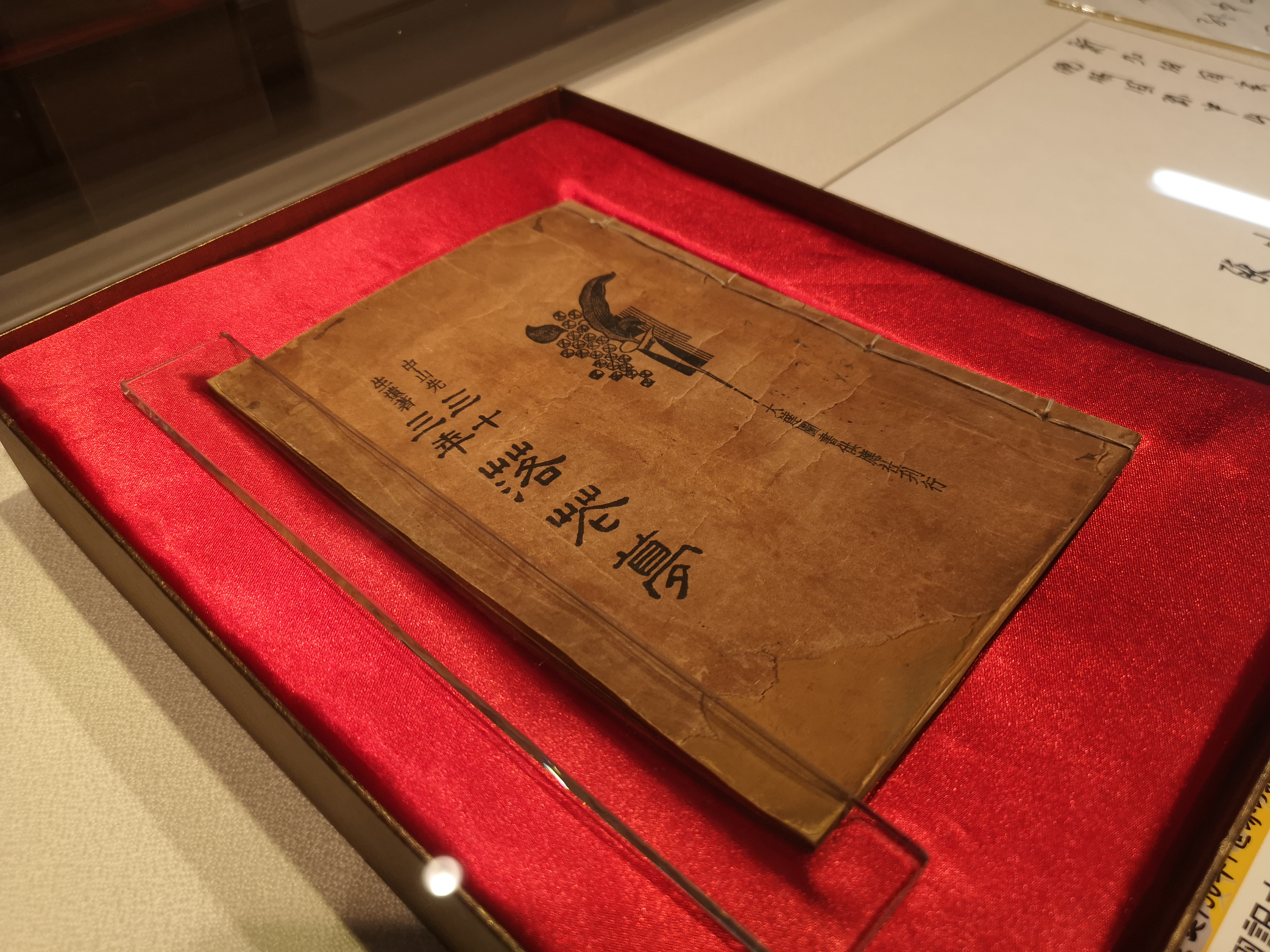
宮崎滔天の著書の中国語版『孫文先生遺書 三十三年 落花夢』。この1冊が孫文の存在を世に知らせ革命成功に導いた。

宮崎兄弟資料館は、宮崎滔天、宮崎八郎、宮崎民蔵、宮崎彌蔵、孫文の5人に関する文書、写真、書簡、新聞など約440点を所蔵している。
- 『博愛行仁』
  - 孫文が民蔵にあてた孫文揮毫の扁額。現物は資料館にあり、生家にはレプリカが展示してある。
- 宮崎滔天の著書『三十三年の夢』

## 施設
- 宮崎兄弟資料館
- 宮崎兄弟の生家
- 味噌醤油蔵
- 「友情の梅」 - 樹齢250年から300年とされる白梅[14]。宮崎家の先祖が太宰府天満宮から移植した木と伝わる[14]。1913年（大正2年）に孫文が荒尾を再訪した際に撮られた写真にも写っている[14]。
- 菩提樹 - 宮崎滔天がシャムから持ち帰った木[2]。
- 牡丹 - 宮崎滔天がかつて中国に渡った時に持ち帰り植えた牡丹に由来する牡丹園がある。[15]荒尾市が2014年（平成26年）に「友情の梅」の苗木を在福岡中華人民共和国総領事館へ贈った返礼として、2015年（平成27年）には総領事から贈られた牡丹が移植された[6]。宮崎兄弟資料館では毎年4月に地元中学校や日本中国友好協会等が協力し、牡丹茶会を開催している[16]。

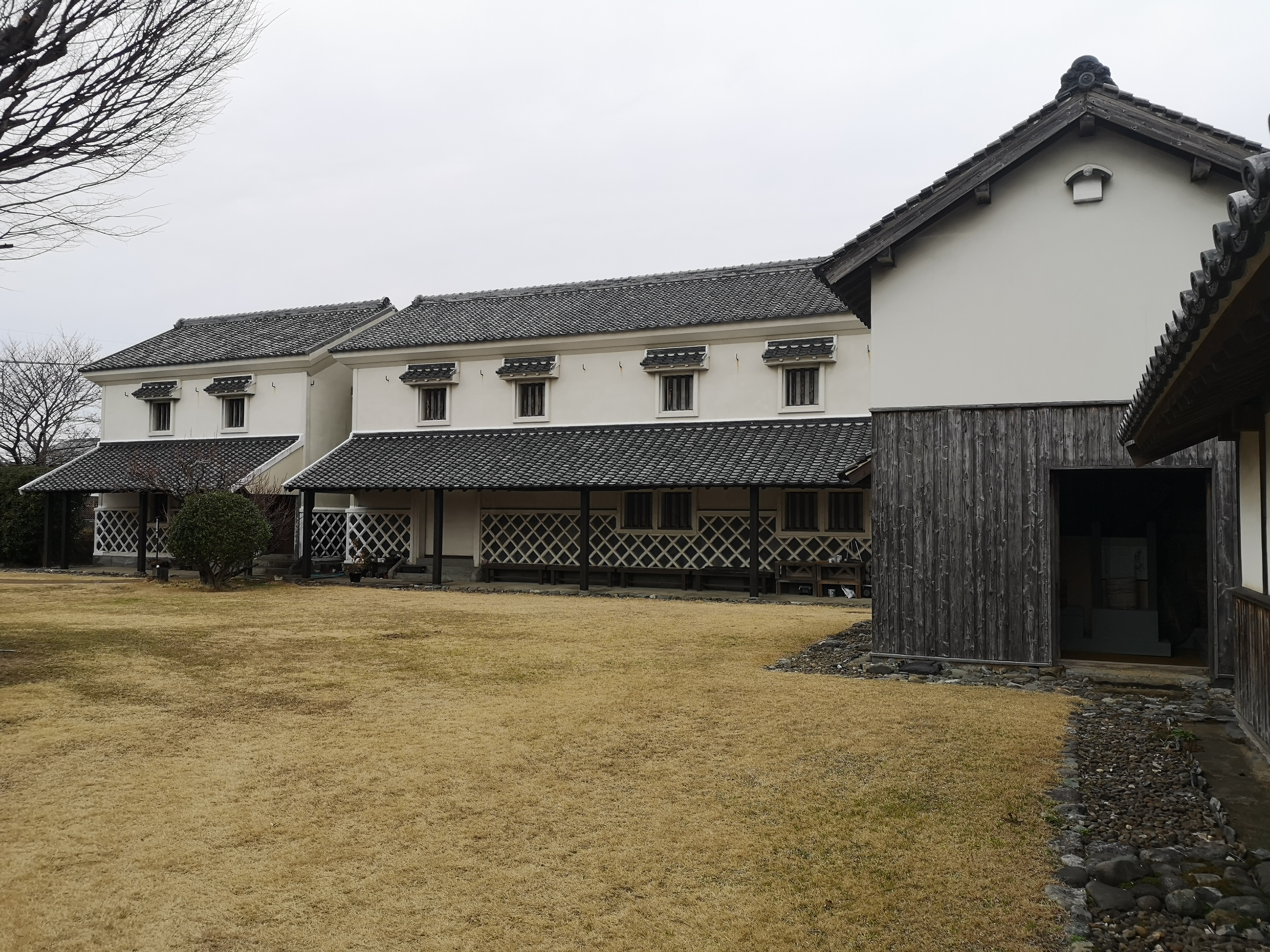
宮崎兄弟資料館
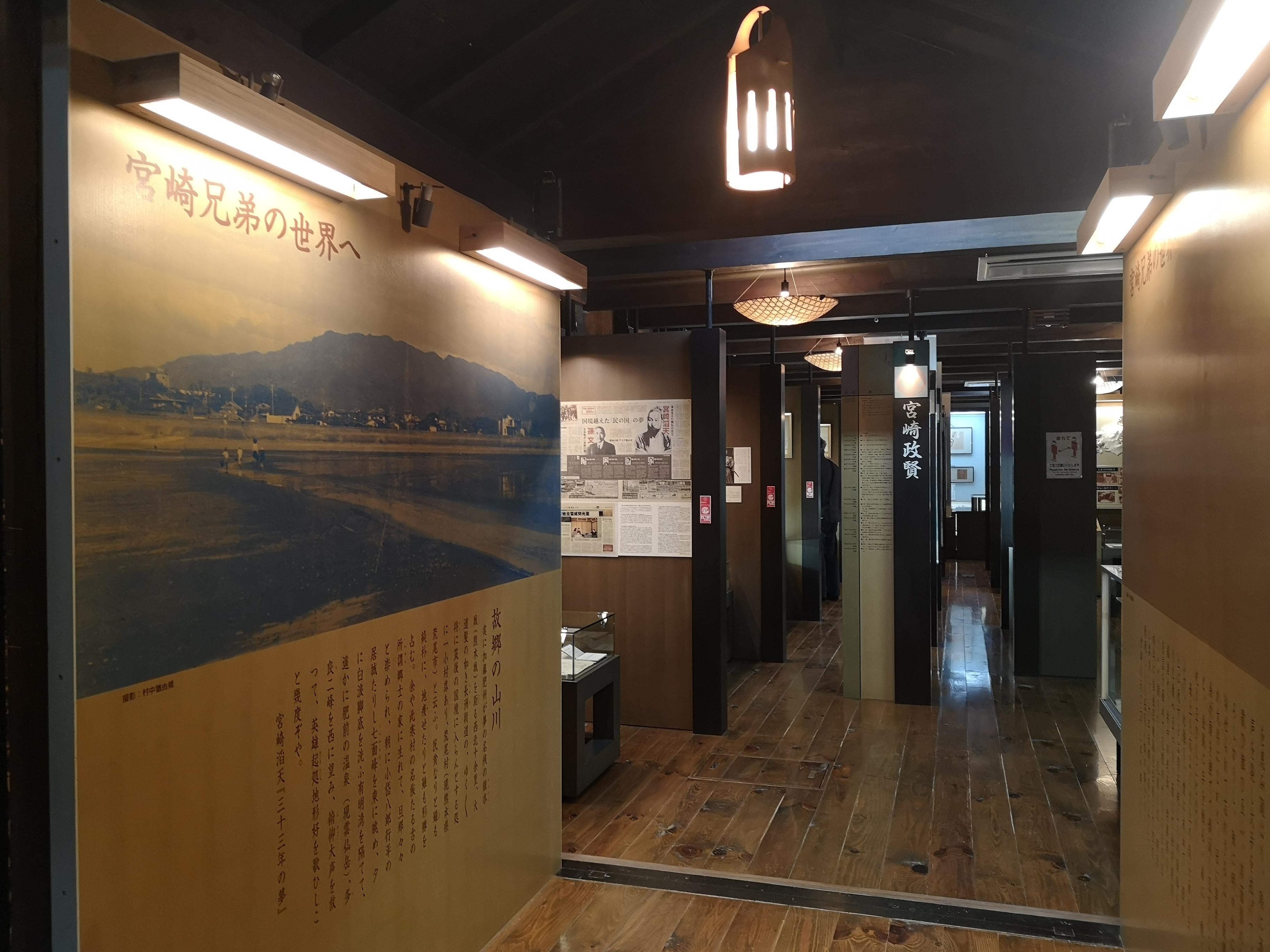
宮崎兄弟資料館の展示
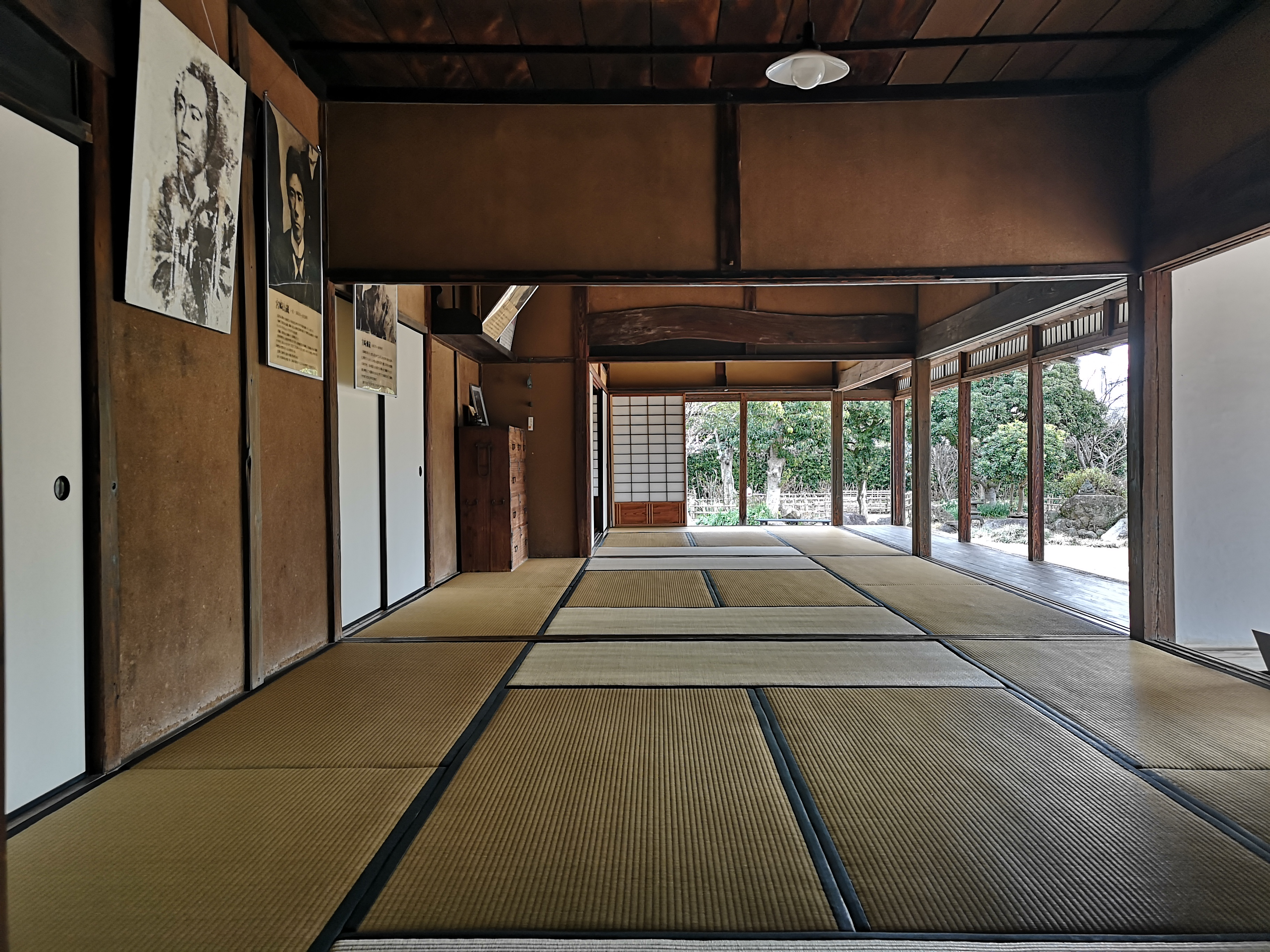
宮崎兄弟の生家の展示
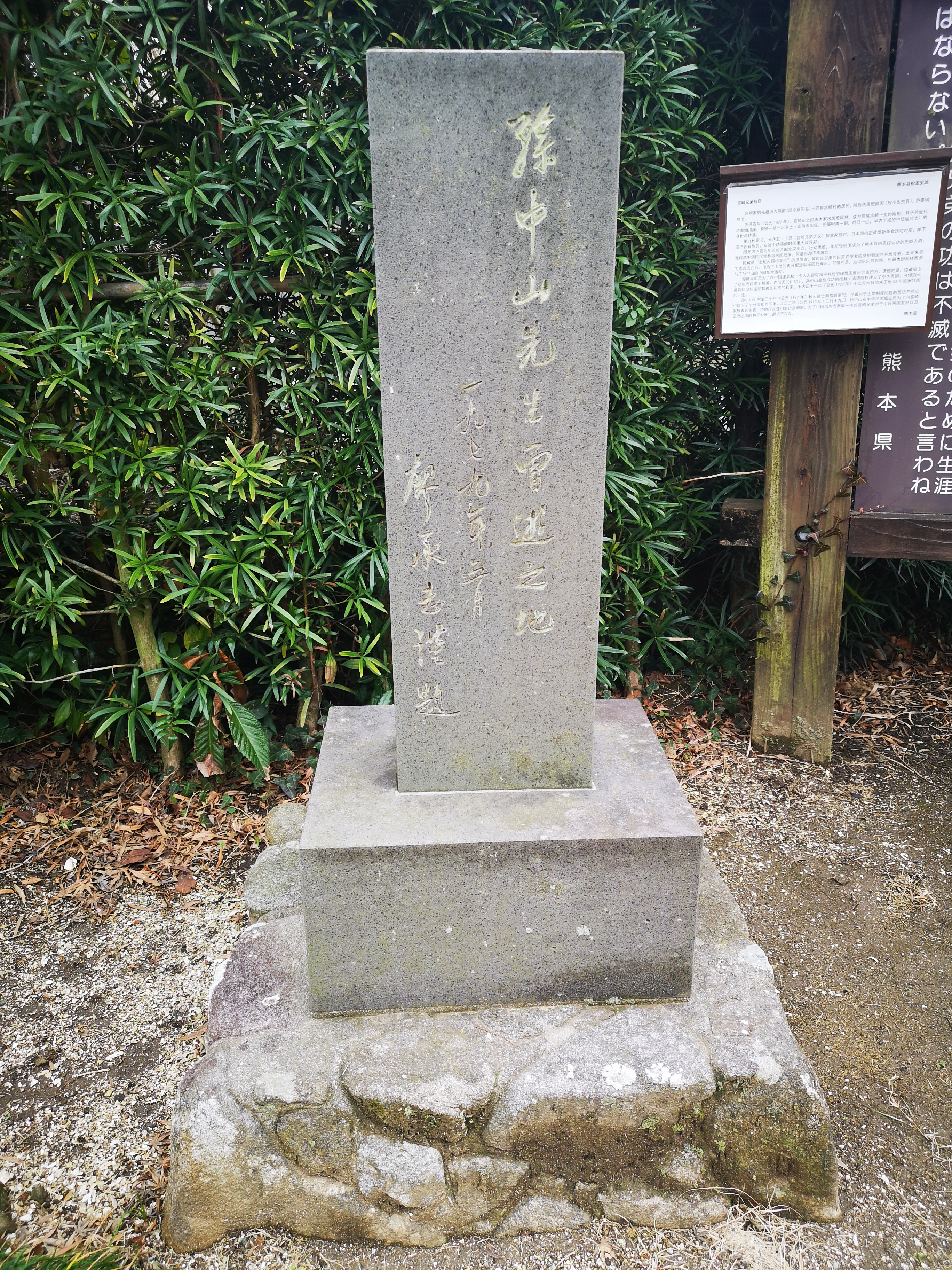
「孫中山先生曽遊地」の碑
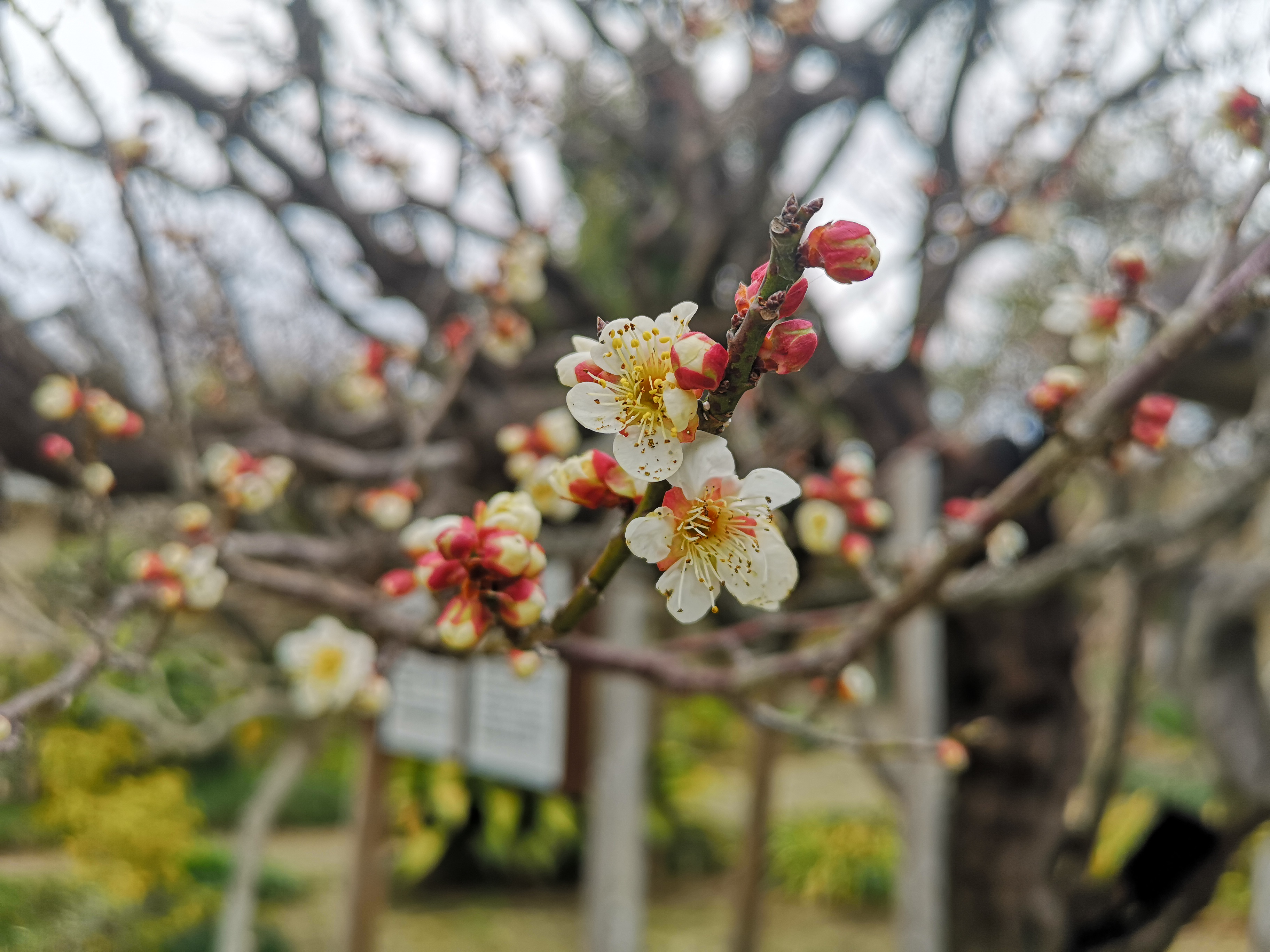
「友情の梅」
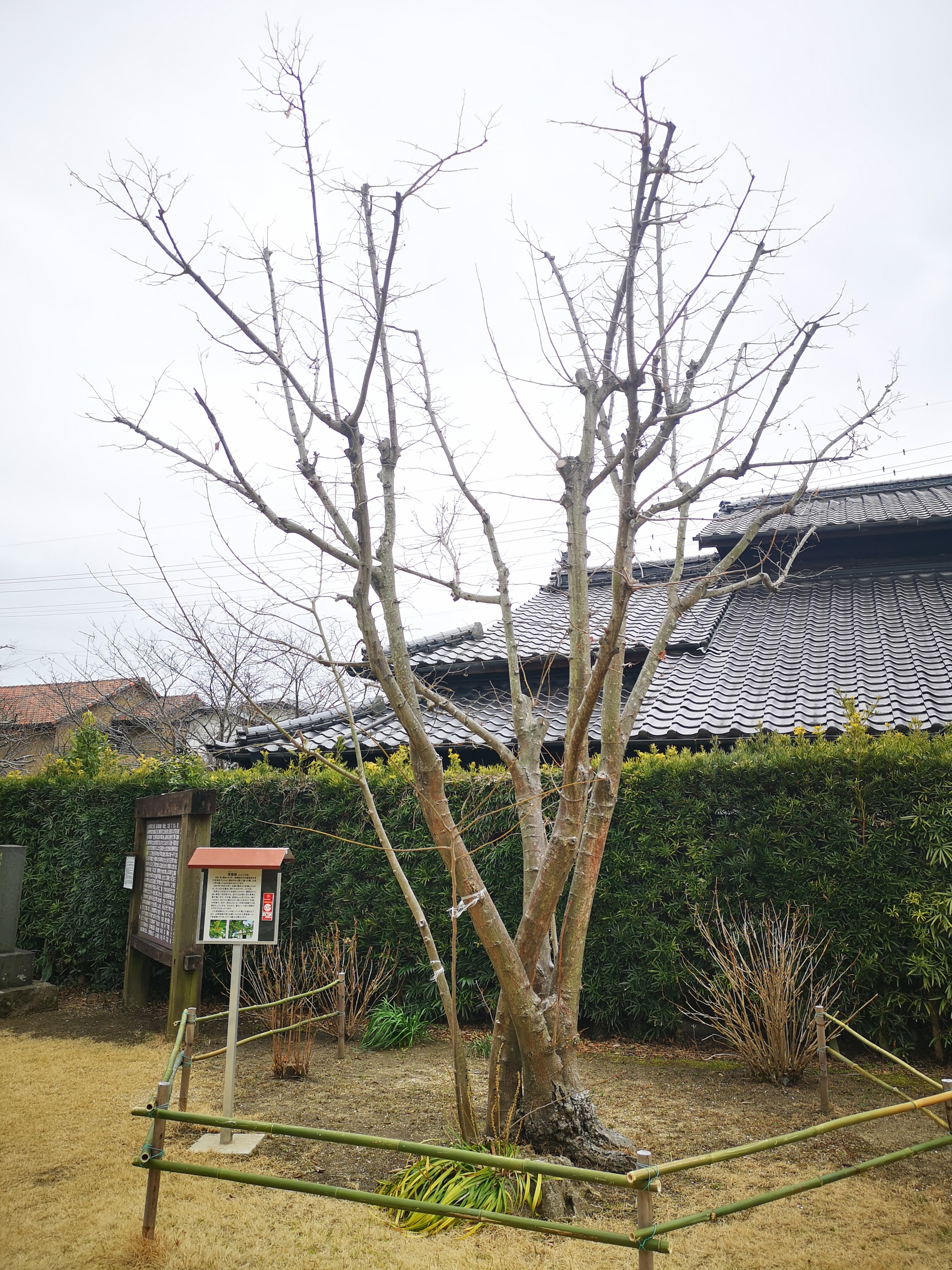
菩提樹（3代目）
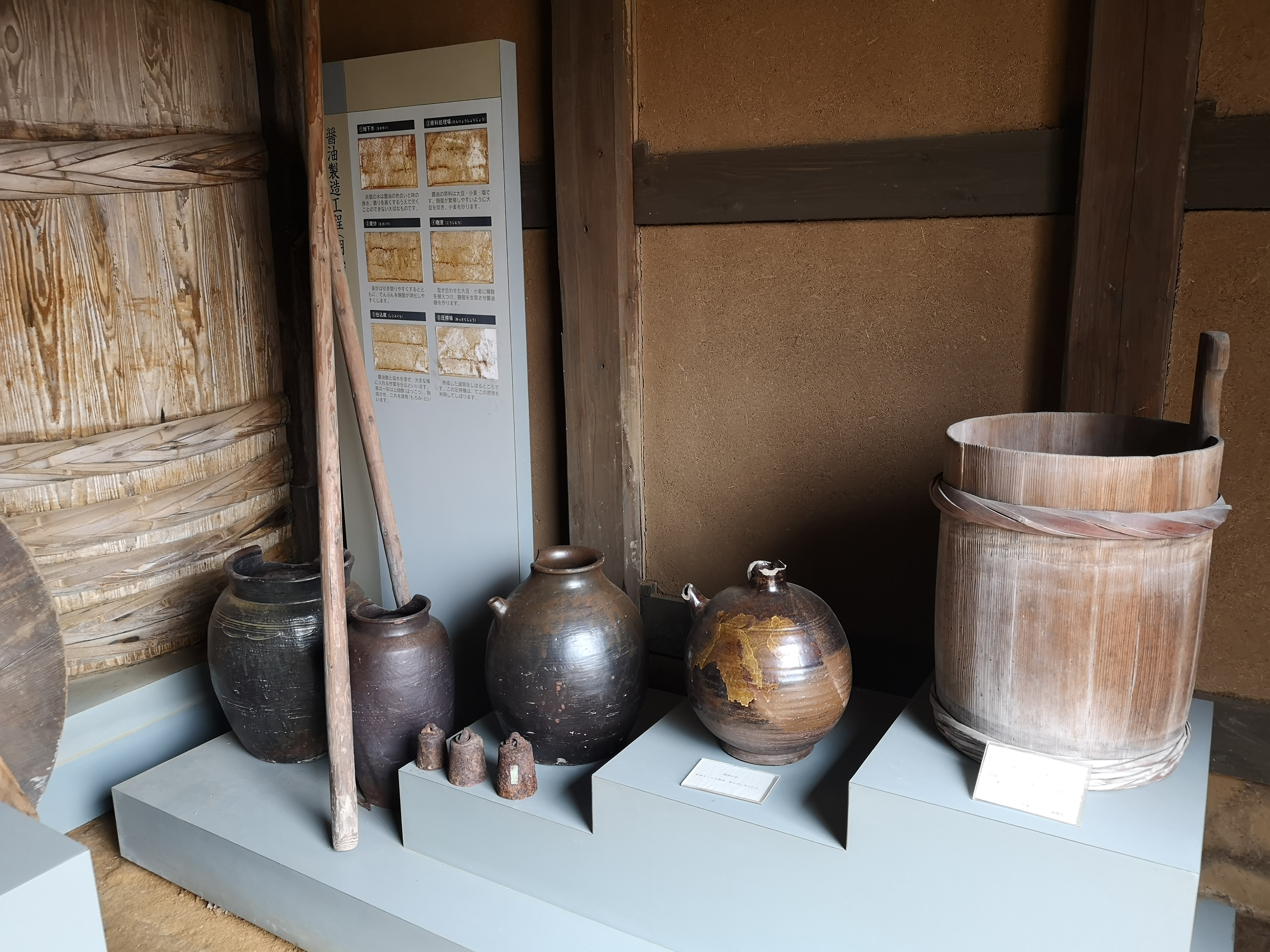
味噌醤油蔵の展示

## 宮崎家の人々

### 宮崎家と荒尾

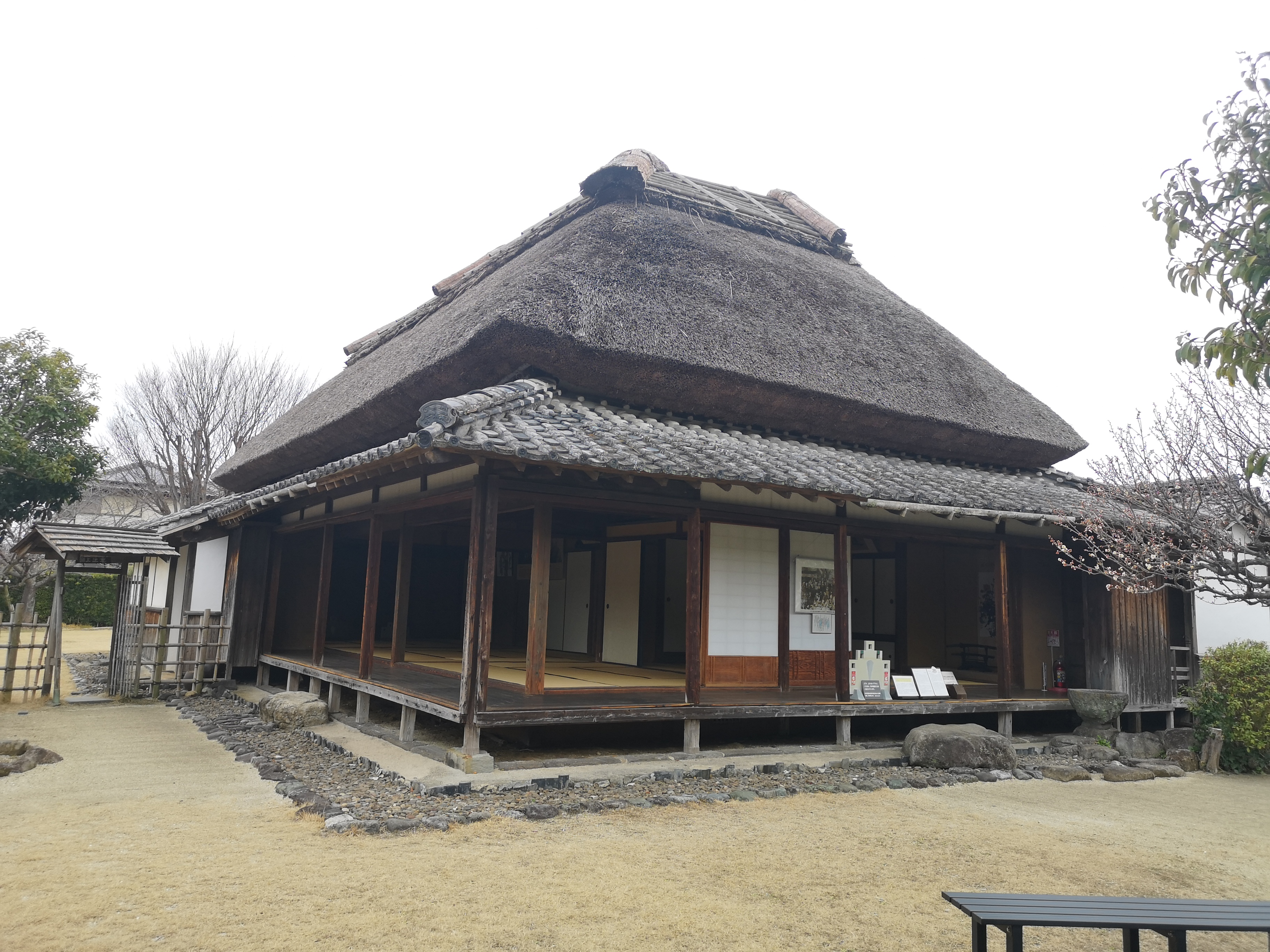
宮崎兄弟の生家

遠祖は菅原道真ともいわれる宮崎家が荒尾に定住したのは江戸時代初期、初代・正之が荒尾手永の惣庄屋・古沢弥左衛門の娘を妻としたのが家門の始まりとされる。寛文7年（1667年）、肥後国の細川藩主から郷士に任じられ、やがて他国御横目役として島原の偵察など、肥前国方面の探索・情報収集に従事した。その後8代目の宮崎政明の代まで世襲郷士として玉名郡内の諸役を務めた。9代目当主である宮崎兄弟の父・長蔵（ちょうぞう）が跡を継いだ当時の宮崎家は、荒尾村随一の地主であり、その領地は荒尾干潟付近から現在のグリーンランド付近にまで及んでいた。長蔵は学問を尊ぶとともに二天一流の武芸にも秀で、地主としては、身分の分け隔てなく接し「四民平等」の先覚者であった。この父の教えが後の革命の支援者・宮崎兄弟の輩出に繋がったとみられる。
長蔵は天性の自由を愛し、遅くに生まれた子どもたちには自由な人生の選択を期待し、家督相続人としては剣道仲間の子息・高木元右衛門を養子に迎えるが、大志を抱いた元右衛門は出奔したため、実子に跡を継がせることとなった。

### 宮崎兄弟

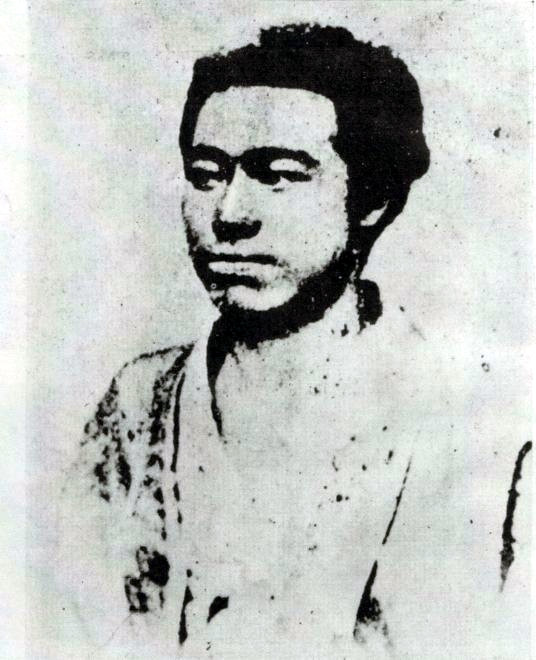
宮崎八郎

宮崎4兄弟と称される1人目・八郎（はちろう）は、1870年（明治3年）上京後、明治政府の専制政治への疑問と、日本の独立国としての将来への危機感から、自由民権運動に身を投じる。反権力と人民主権を掲げる論客として、当時広く知られるようになった。中江兆民の『民約論』に感銘を受けて自由民権思想をかかげた植木学校を設立するが、その教育内容が過激であるとして半年で県に閉校を命じられた。西南戦争では西郷軍に加わったが、西郷とは思想を異とし、一時は西郷に天下を取らせ、その後西郷と戦うつもりだと語った言葉が遺されている。しかし戦の最中の1877年（明治10年）4月6日、27歳で戦死した。
悲報を聞いた長蔵は号泣し、「今後一切、官の飯は食うな」と家族に厳命し、宮崎家はその後、経済的に困窮を究めるが兄弟いずれも官職には就かず、土地家財を切り売りして社会活動に身を投じた。後に末弟・滔天が当時政界で活躍していた犬養毅らと接触し、孫文らの辛亥革命に貢献できたのは、八郎の人脈によるところもあった。
| 宮崎民蔵 |  | 宮崎彌蔵 |
| 宮崎民蔵 |  | 宮崎彌蔵 |

八郎の死により、家督を継ぐこととなった民蔵は、農村で困窮する民をみて土地の所有は人類の基本的人権のひとつではないかと考えるに至る。1897年（明治30年）、先進国の土地制度を学ぶべく欧米諸国に4年間遊学して、絶対平和主義を掲げるロシアの文豪トルストイら識者と論じ、土地を民に平均に分配することを使命として帰国後の1902年（明治35年）、土地復権同志会を結成した。しかし1910年（明治43年）、内務省が作成した「本邦社会主義者・無政府主義者名簿」の甲号に記載されていた民蔵は、幸徳秋水や松尾卯一太らと親交もあったため、家宅捜索を受けた。民蔵自身は当時は韓国に遊学中であったものの、妻が取り調べを受け、国内での土地復権運動は中断せざるをえなくなった。
そのため、民蔵は「平均地権」の思想を同じくした孫文が1912年（明治45年）に建国したアジア初の共和国・中華民国に夢の実現を託し、その活動を支援するため大陸に渡った。
彌蔵は、自由民権思想を根幹とする革命的アジア主義を唱え、アジア諸民族の連帯と人権回復をめざし、その先駆けとして中国で革命を起こし理想の国を建国することを希求した。そのため自ら中国人になろうと、横浜で弁髪を結い、管仲甫（かん・ちゅうほ）と名乗って、中国の言語や習俗の研究に邁進していた。この彌蔵が横浜で出会った中国人のひとりが、孫文一派の陳少白であり、この出会いが後に弟・滔天と孫文を結びつけることとなった。しかし、陳と出会ったその年のうちに彌蔵は病に没し、中国革命への情熱は弟・滔天へと引き継がれた。

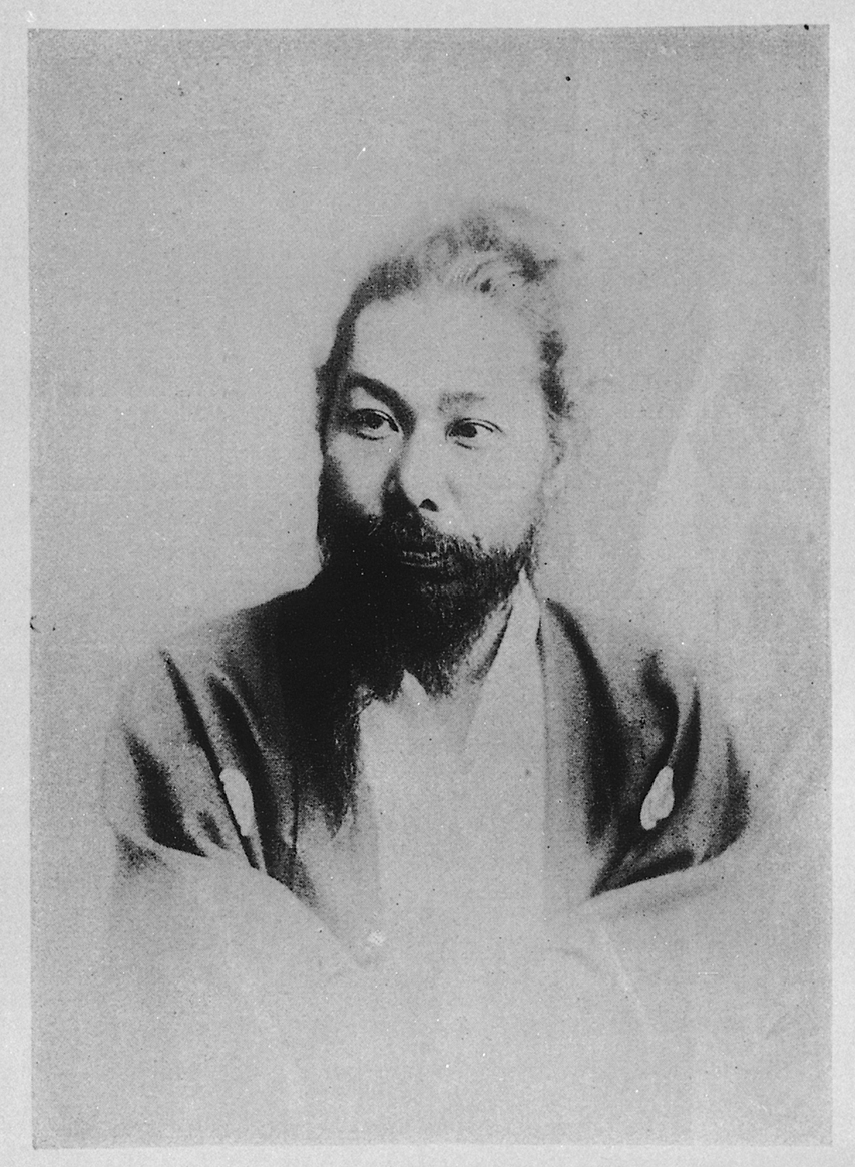
宮崎滔天

宮崎4兄弟でもっとも著名な末弟・滔天は、1871年（明治4年）に宮崎家の八男として生まれた。兄・彌蔵の説いた革命的アジア主義に共感し、理想を同じくする孫文と出会い、最初の蜂起に失敗して亡命中の孫文を1897年（明治30年）秋に宮崎家（民蔵宅である宮崎兄弟の生家）に招いて約2週間、匿う間に英語や筆談で孫文と交友し、革命に向ける情熱と友情を育んだ。
1902年（明治35年）、滔天はそれまでの自らの半生を著した『三十三年之夢』で当時無名だった孫文を紹介する。この１冊が日本に留学していた中国人に感銘を与え、中国語版が出版されたことをきっかけに、1905年（明治38年）7月、孫文は黄興と手を結び、それまで主義主張の異なっていた中国の革命家たちの連携を実現させ、留学生を中心とした中国同盟会の結成が実現した。滔天は辛亥革命の最中にも革命同志を支援するため中国へ渡り、革命成功後の1913年（大正2年）には来日した孫文を長崎で出迎えた。孫文の日本各地の視察に随行し、その後も孫文との交友は、1922年（大正11年）に51歳で病没するまで続いた。
4兄弟で最も長く生きた民蔵は、1897年（明治30年）秋に弟・滔天が孫文を民蔵の自宅（宮崎兄弟の生家）に匿った際には欧米に視察旅行に出ており不在だったが、その土地復権問題についての豊富な洋書が孫文に感銘を与え、孫文が宮崎家を去る時には借用書を置いて民蔵からトランク2杯分の蔵書を借りていったという。民蔵は孫文の最期を看取った後も復権運動の資金獲得のため活動していたが、上海で事故に遭い、1928年（昭和3年）に63歳で没した。

### 妻子たち

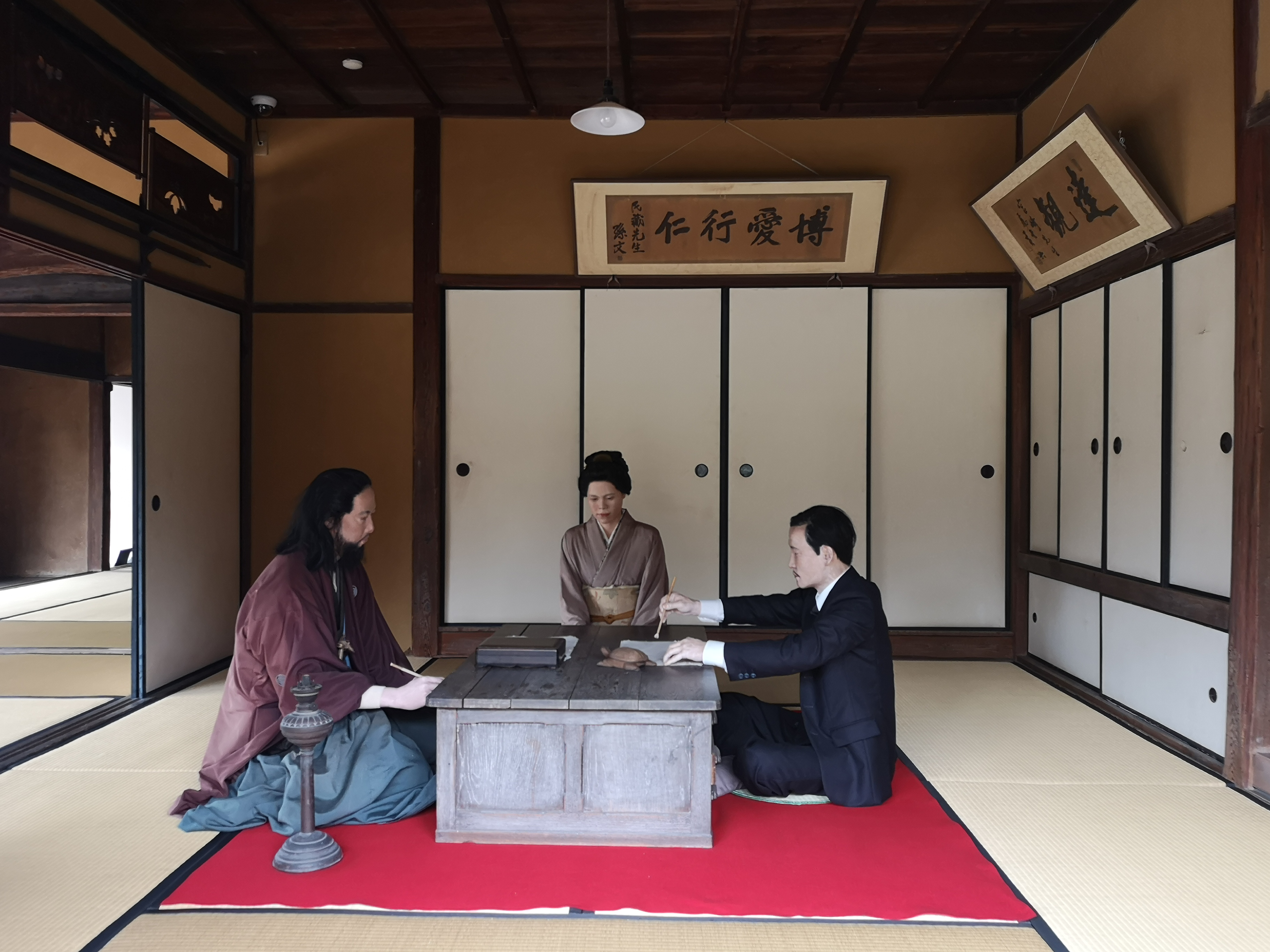
孫文の一度目の来訪（1897年）の場面を再現した蝋人形。滔天と民蔵の妻・美以、孫文

民蔵の次男・世民（せいみん）は、父や叔父が育んだ日中友好の懸け橋の役割を引き継ぎ、日中友好運動に貢献。日中の国交が断絶していた1950年代初頭には、在中邦人3万人の帰国問題の解決や、中国側に拿捕された1,000人以上の漁船民の救出や安全操業に貢献した。
宮崎兄弟は、革命運動のために荒尾を離れている日が多かった。なかでも運動のため東京に移住していた滔天にいたっては、「革命のための金は出来るけれども、妻子を養う金は出来ない」として、兄・民蔵から財産分与された土地もすべて切り売りして革命資金としていたので、一家の生活は困窮したが、妻・槌（ツチ）は内職で家計を支え、家に出入りする中国人革命家たちをもてなした。清王朝は、孫文ら中国人革命家達の日本での活動を警戒していた。清王朝の意を受けた日本政府の指示で、宮崎家は特別高等警察の監視を受けていたが、そのあまりの貧しさを見かねて、茶を差し入れる警察官もいた。2022年（令和4年）、NHKの番組「ファミリーヒストリー」で、この警察官・北村利吉が俳優の北村和夫や北村有起哉の先祖であると紹介され、話題となった。
また、滔天の長男・龍介（りゅうすけ）の妻・宮崎燁子（あきこ）は歌人・柳原白蓮として知られる。2人の結婚は燁子が前夫への公開絶縁状を新聞掲載したことで広く注目を集めた。
宮崎兄弟資料館では、4兄弟と中国辛亥革命に関する資料のほか、こうした宮崎家子々孫々の歴史も近現代の荒尾市の歴史とあわせて紹介している。

## 利用案内
- 所在地
  - 熊本県荒尾市荒尾949-1
- 開館時間

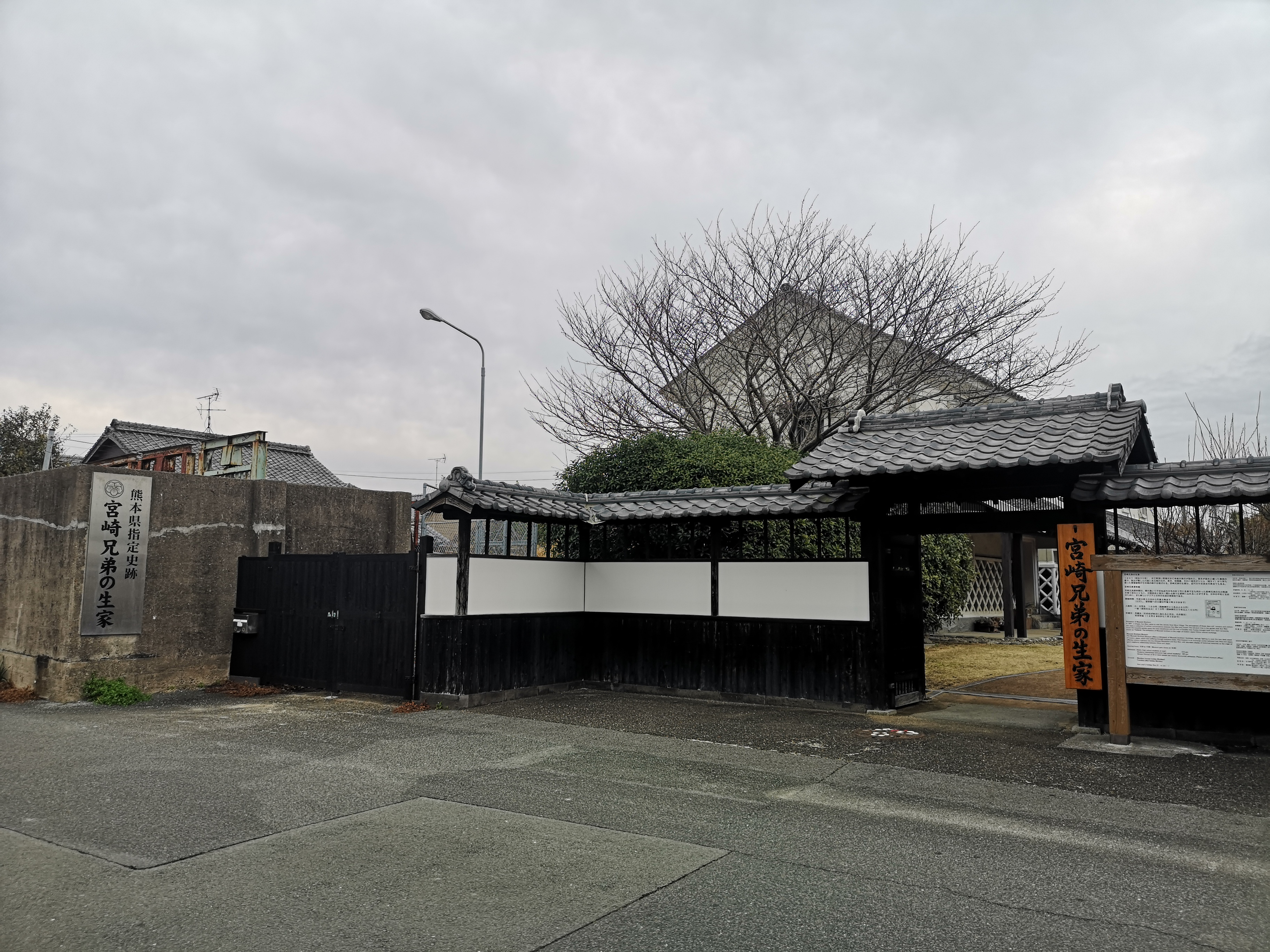
宮崎兄弟の生家・資料館敷地の外観

  - 午前9時30分から午後5時（入館は午後4時30分）まで
- 入館料
  - 宮崎兄弟の生家及び庭は見学無料[6]。宮崎兄弟資料館は有料で、小・中学生は100円、一般は210円
- 宮崎兄弟資料館休館日
  - 月曜日、祝日の翌日、年末年始（12月28日から1月4日まで）
- 交通アクセス
  - JR鹿児島本線荒尾駅から徒歩15分